# エステバン・グラネロ・モリナ
エステバン・フェリックス・グラネロ・モリナ（Esteban Félix Granero Molina、1987年7月2日 - ）は、スペイン・マドリード出身の元サッカー選手。現役時代のポジションはミッドフィールダー。

## 経歴
8歳でレアル・マドリードのカンテラに加入。U-10ディビシオンでは1シーズンに83ゴールを挙げた。パラウ・サン・ジョルディで開かれたU-12の国際トーナメントではキャプテンを務め、FCバルセロナ戦延長の末グラネロのゴールで勝利。その試合のベストプレイヤーに選ばれた。17歳の時に、レアル・マドリードCに昇格する。2006年には、フアン・マタやアルベルト・ブエノらと共にコパ・デ・カンペオネス・フベニールに出場。レアル・バリャドリードに1-0の成績で勝利し優勝した。グラネロは先発出場し、76分に交代した。
レアル・マドリードCでの活躍がレアル・マドリード・カスティージャの監督をしていたミチェルの目に留まり、2006年12月にカスティージャの一員となる。そのシーズン終了後、移籍期間最終日である8月31日に1年契約でヘタフェCFへとレンタル移籍。同期間中には、グラネロ以外にもデ・ラ・レッド、ハビ・ガルシア、アドリアン・ゴンサレスといったカンテラーノ達がレンタル移籍で放出されている。
2007-08シーズン終了後レアル・マドリードへと復帰。その後、ヘタフェへの完全移籍が発表された。ヘタフェではUEFAカップでの準々決勝進出やコパ・デル・レイ準優勝などの躍進の原動力となった。

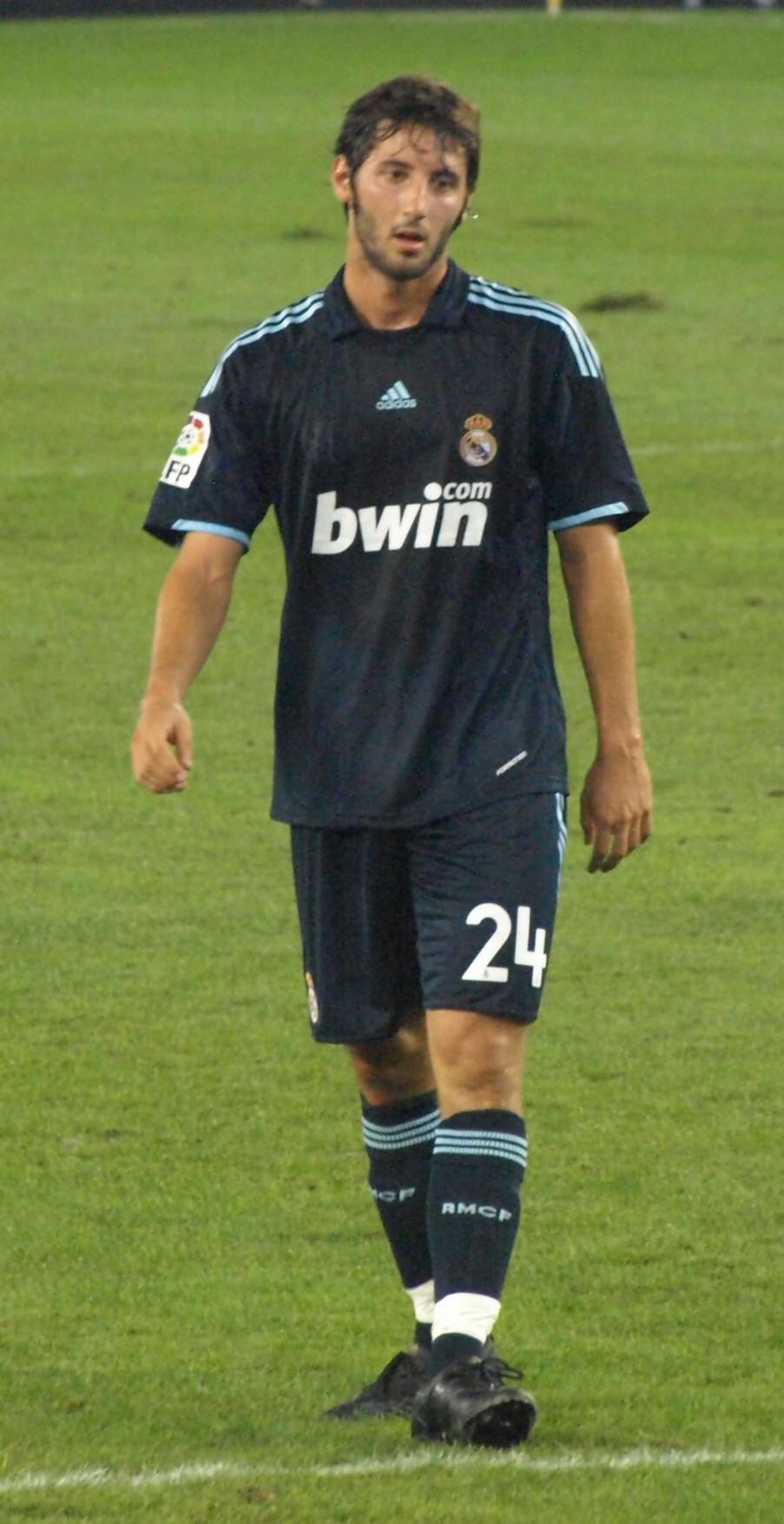
レアル・マドリードでのグラネロ（2009年）

2009年に400万ユーロの移籍金でレアル・マドリードに移籍、グラネロは再び古巣でプレーするようになった。同じく2009年から指揮を執ることとなったマヌエル・ペジェグリーニからの信頼を受け、移籍初年度は多くの試合に出場した。しかし、2010-11シーズンはサミ・ケディラやメスト・エジルらの加入により多くの時間をベンチで過ごした。2011年1月16日のUDアルメリア戦で途中出場したグラネロは1点リードされた後半78分に得点を決め、アウェイでの勝ち点獲得に貢献した。
2011-12シーズン前半は出場機会に恵まれず、ジョゼ・モウリーニョ以前にレアル・マドリードを率いていたペジェグリーニ監督のマラガCFやACミランなど いくつかのクラブから興味が伝えられた。しかし、シーズン途中からはモウリーニョの信頼を獲得して出場機会が増え、スターティングメンバーに名を連ねることも増えた。
ルカ・モドリッチ加入もあり、2012年8月、クイーンズ・パーク・レンジャーズに移籍。2013年8月15日、チームの降格に伴い、レアル・ソシエダにレンタル移籍が決定。9月17日、UEFAチャンピオンズリーグ 2013-14グループリーグのFCシャフタール・ドネツク戦において途中投入されたが右膝を負傷しピッチを退いた。試合後、クラブにより右膝十字靱帯断裂と発表された。怪我の影響もありこのシーズンは4試合のリーグ戦出場にとどまったが、2014年7月にレアル・ソシエダに4年契約で完全移籍した。
2017年7月7日、RCDエスパニョールに3年契約で移籍した。
2020年1月30日、マルベジャFCに移籍した。
2021年7月5日、現役引退を表明した。
U-19、U-21のスペイン代表に選ばれており、UEFA U-19欧州選手権2006の優勝メンバーでもある。

## 人物
その髭から付けられた愛称はピラータ(海賊)であり、片目を手で覆うゴールパフォーマンスをしている。
修道系の学校に通っていたほか、大学では心理学を習得。義姉が中国人であり、兄のペドロが中国に住んでいることなどもあって東洋文化に強い興味を抱き、何度もアジア旅行をしている。また、村上春樹の作品を愛読しており、グラネロの影響で親友であり元チームメイトのフアン・マタも村上春樹の作品を愛読するようになった。
2010年、レアル・マドリードはグラネロの名が付いたスポーツスクール「エステバン・グラネロ、テクニックセンター」を発足させた。

## 個人成績

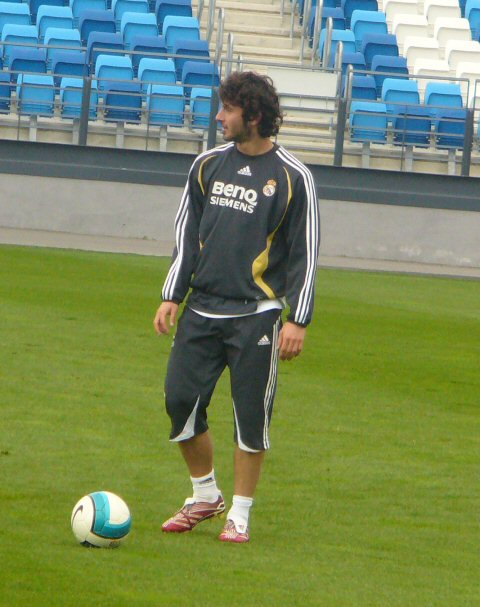
トレーニング中のグラネロ。

| クラブ           | 年度    | リーグ | リーグ | カップ | カップ | 欧州カップ戦 | 欧州カップ戦 | 合計 | 合計 |
| クラブ           | 年度    | 出場   | 得点   | 出場   | 得点   | 出場         | 得点         | 出場 | 得点 |
| ---------------- | ------- | ------ | ------ | ------ | ------ | ------------ | ------------ | ---- | ---- |
| ヘタフェCF       | 2007-08 | 27     | 3      | 6      | 2      | 9            | 3            | 42   | 8    |
| ヘタフェCF       | 2008-09 | 35     | 5      | 2      | 0      | 0            | 0            | 37   | 5    |
| ヘタフェCF       | 通算    | 62     | 8      | 8      | 2      | 9            | 3            | 79   | 13   |
| R・マドリード    | 2009-10 | 31     | 3      | 1      | 0      | 4            | 0            | 36   | 3    |
| R・マドリード    | 2010-11 | 19     | 1      | 9      | 1      | 4            | 0            | 32   | 2    |
| R・マドリード    | 2011-12 | 17     | 0      | 4      | 0      | 7            | 0            | 28   | 0    |
| R・マドリード    | 通算    | 67     | 4      | 14     | 1      | 15           | 0            | 96   | 5    |
| QPR              | 2012-13 | 24     | 1      | 3      | 0      | 0            | 0            | 27   | 1    |
| QPR              | 2013-14 | 1      | 0      | 3      | 0      | 0            | 0            | 1    | 0    |
| QPR              | 通算    | 25     | 1      | 3      | 0      | 0            | 0            | 28   | 1    |
| レアル・ソシエダ | 2013-14 | 4      | 0      | 1      | 0      | 2            | 0            | 6    | 0    |
| レアル・ソシエダ | 2014-15 | 33     | 0      | 2      | 1      | 4            | 0            | 39   | 1    |
| レアル・ソシエダ | 通算    | 37     | 0      | 2      | 1      | 6            | 0            | 43   | 1    |
| 合計             | 通算    | 184    | 13     | 27     | 4      | 30           | 3            | 241  | 20   |

## タイトル
クラブ
レアル・マドリード
- リーガ・エスパニョーラ - 2011-12
- コパ・デル・レイ - 2010-11
- スーペルコパ・デ・エスパーニャ - 2012

代表
- 2005-2006 U-19欧州選手権 - 優勝